# Oroniscus mandli
Oroniscus mandli is een pissebed uit de familie Oniscidae. De wetenschappelijke naam van de soort is voor het eerst geldig gepubliceerd in 1958 door Strouhal.